# Карнавализация
Карнавализация — понятие, введённое в литературоведение Михаилом Бахтиным и означающее результат воздействия традиций средневекового карнавала на культуру и мышление Нового времени. Концепция карнавализации междисциплинарна и, помимо собственно исторической поэтики, используется в рамках таких дисциплин, как философская эстетика, теоретическая поэтика, философская и культурная антропология, этиология, семиотика и так далее.
Бахтин представил свою теорию карнавала в работах «Творчество Франсуа Рабле и народная культура средневековья и Ренессанса» (впервые опубликована в 1965 году) и «Проблемы поэтики Достоевского» (1963). В первой книге Бахтин показывает прямое воздействие карнавальной традиции на произведения Франсуа Рабле. Во второй книге использование концепции карнавализации позволило ему осмыслить как целое такие необъяснимые ранее особенности поэтики Достоевского, как соединение исповедального с фантастическим и серьёзного со «смеховым».
Карнавальное, по Бахтину, противостоит трагическому и эпическому. Когда некое художественное или (прежде всего) жизненное явление карнавализируется, это означает его осовременивание, «фамильярный контакт» с этим явлением. В качестве второго признака карнавализованного явления Бахтин выделил его амбивалентность — одновременную причастность как к воплощённой конечности, так и к воплощённой незавершённости всего сущего, смерти и воскрешению, совмещение пародийности, несущей в себе заряд развенчания, с потенциалом обновления. Третий признак карнавализации — «весёлая относительность»: несоответствие между внешним и внутренним, условиями и условностями настоящего и предчувствием возможного иного миропорядка, таящегося за фасадом вещей, ролей, поведений и языка.